# Atrichopogon parvulus
Atrichopogon parvulus är en tvåvingeart som beskrevs av Jean-Jacques Kieffer 1919. Atrichopogon parvulus ingår i släktet Atrichopogon och familjen svidknott. Inga underarter finns listade i Catalogue of Life.